# Kreissparkasse Melle
Die Kreissparkasse Melle ist eine Sparkasse in Niedersachsen mit Sitz in Melle. Sie ist eine Anstalt des öffentlichen Rechts.
Das Geschäftsgebiet der Kreissparkasse Melle umfasst die Stadt Melle im Landkreis Osnabrück. Es entspricht damit dem früheren, bis 1972 bestehenden Landkreis Melle.
Träger der Kreissparkasse Melle ist der Landkreis Osnabrück.

## Geschäftszahlen
Die Kreissparkasse Melle wies im Geschäftsjahr 2023 eine Bilanzsumme von 1,752 Mrd. Euro aus und verfügte über Kundeneinlagen von 1,239 Mrd. Euro. Gemäß der Sparkassenrangliste 2023 liegt sie nach Bilanzsumme auf Rang 256. Sie unterhält 10 Filialen/Selbstbedienungsstandorte und beschäftigt 249 Mitarbeiter. Von den 249 Mitarbeitern sind 16 Auszubildende.

## Sparkassen-Finanzgruppe
Die Kreissparkasse Melle ist Teil der Sparkassen-Finanzgruppe und gehört damit auch ihrem Haftungsverbund an. Er sichert den Bestand der Institute und sorgt dafür, dass sie auch im Fall der Insolvenz einzelner Sparkassen alle Verbindlichkeiten erfüllen können. Die Sparkasse vermittelt Bausparverträge der regionalen Landesbausparkasse, offene Investmentfonds der Deka und Versicherungen der VGH Versicherungen. Im Bereich des Leasing arbeitet die Kreissparkasse Melle mit der  Deutschen Leasing zusammen. Die Funktion der Sparkassenzentralbank nimmt die Nord/LB wahr.